# Manila (środek płatniczy)

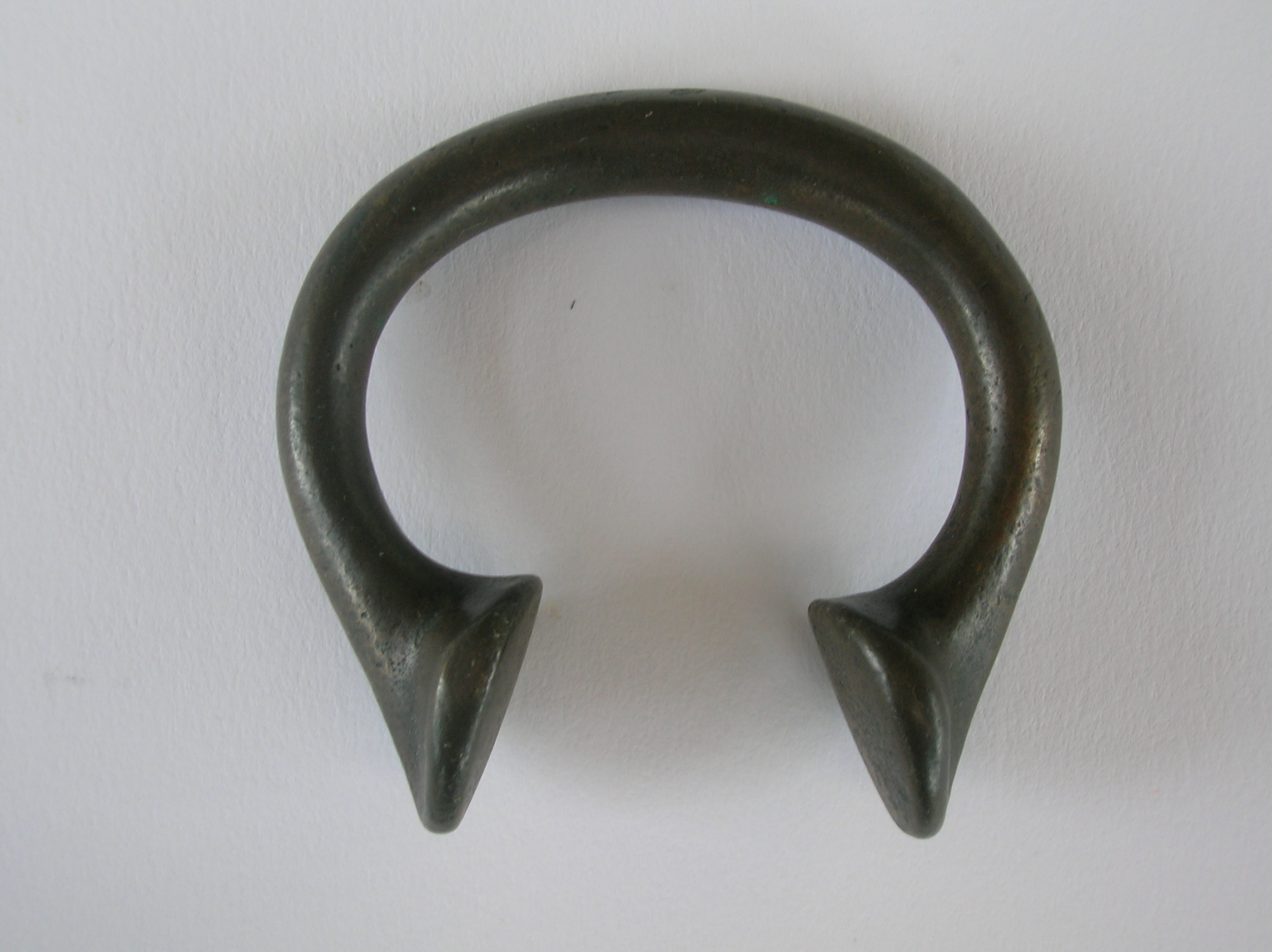
Manila typu okpoho używana przez Igbów z południowo-zachodniej Nigerii

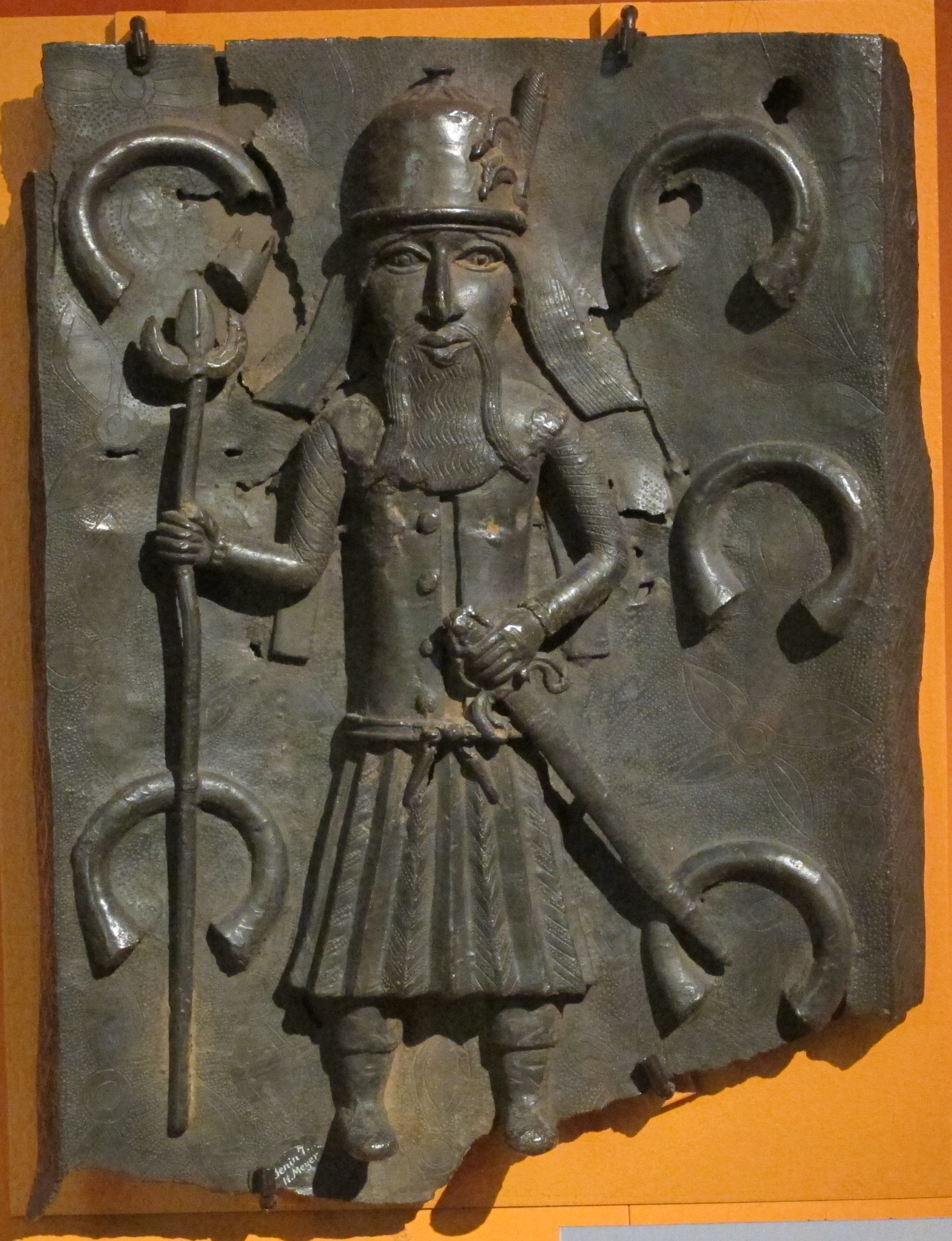
Relief z wyobrażeniem zbrojnego Portugalczyka symbolicznie otoczonego manilami (Benin, XVI-XVII wiek)

Manila (port. manilha, hiszp. manilla) – przedmiot w postaci bransolety, służący jako środek płatniczy, wykonany z miedzi lub z mosiądzu  (także z brązu lub żelaza), stosowany w południowej Nigerii jako jedna z form płacidła.
Różne wyroby metalowe, jak naszyjniki czy bransolety na ręce lub nogi, stanowiły w Afryce Zachodniej powszechny środek płatniczy jeszcze przed pojawieniem się handlarzy europejskich. Po stwierdzeniu tego faktu zapoczątkowano masową produkcję metalowych bransolet dla potrzeb handlu z ludnością Afryki Zachodniej: najpierw w Portugalii (od II poł. XV w.), następnie w Holandii, Francji, a zwłaszcza w Wielkiej Brytanii (od początku XVIII w., początkowo w Bristolu, potem głównie w Birmingham). Przeznaczone na rynek afrykański wyroby zyskały nazwę wywodzącą się z hiszpańskiego określenia bransolety albo portugalskiego określenia pierścionka. Zazwyczaj miały kształt podkowy o pogrubionych i rozszerzonych zakończeniach i okrągłym przekroju niezdobionej obręczy, na ogół o średnicy 6–9 mm (grubsze były jedynie największe, o wadze powyżej 0,25 kg). Wymieniano je m.in. na pieprz gwinejski i kość słoniową. Szczególnie istotną formą płatności stały się dla handlu niewolnikami od początku XVI stulecia aż do przełomu XVIII/XIX wieku. W XIX stuleciu używano ich w szerokim zakresie do opłacania kosztów na zachodnioafrykańskich plantacjach oleju palmowego i do jego zakupu. Dla miejscowej ludności miały doniosłe znaczenie nie tylko jako podstawowy środek płatniczy, lecz również jako forma lokaty kapitału, gdyż powszechnie gromadzono je i przechowywano.
Wyroby te miały różne rozmiary i wagę. Wśród XIX-wiecznych manili wyróżniano pod tym względem 9 typów: abi (63 g), okpoho (75 g), okombo (81 g), ejema (84 g), atoni (90 g), onoudu (116 g), nkobnkob (118 g), popo (150 g) i mkporo (260 g), choć niektóre klasyfikacje wyodrębniają ich więcej. W użyciu były też szczególnie wielkie, zwane igbi, o długości ok. 28 cm i ciężarze (zależnie od odmiany) 2,5 lub 3 kg, i zdobione (jako jedyne). Pod koniec 1948 r., gdy zaczęto wycofywać manile z rynku, w obiegu były tylko trzy typy: abi, okpoho i okombo. Oprócz typu, siła nabywcza manili zależała od metalu, z którego je wykonano (miedziane były droższe od mosiężnych), i od regionu, gdzie dokonywano wymiany. Z biegiem czasu zmieniała się ona, m.in. wskutek inflacji. Cena niewolnika, w zależności od okresu i rodzaju bransolety, wynosiła od kilku do kilkudziesięciu manili. Cios słoniowy w 1505 r. kosztował jedną miedzianą manilę.
Manile początkowo były rozpowszechnione w całej południowej, przybrzeżnej części obecnej Nigerii, jednak w połowie XIX w. na obszarach położonych na zachód od delty Nigru ich rolę przejęły inne płacidła. Od tego czasu były podstawowym środkiem płatniczym miejscowej ludności na obszarze delty Nigru i południowo-wschodniej Nigerii.

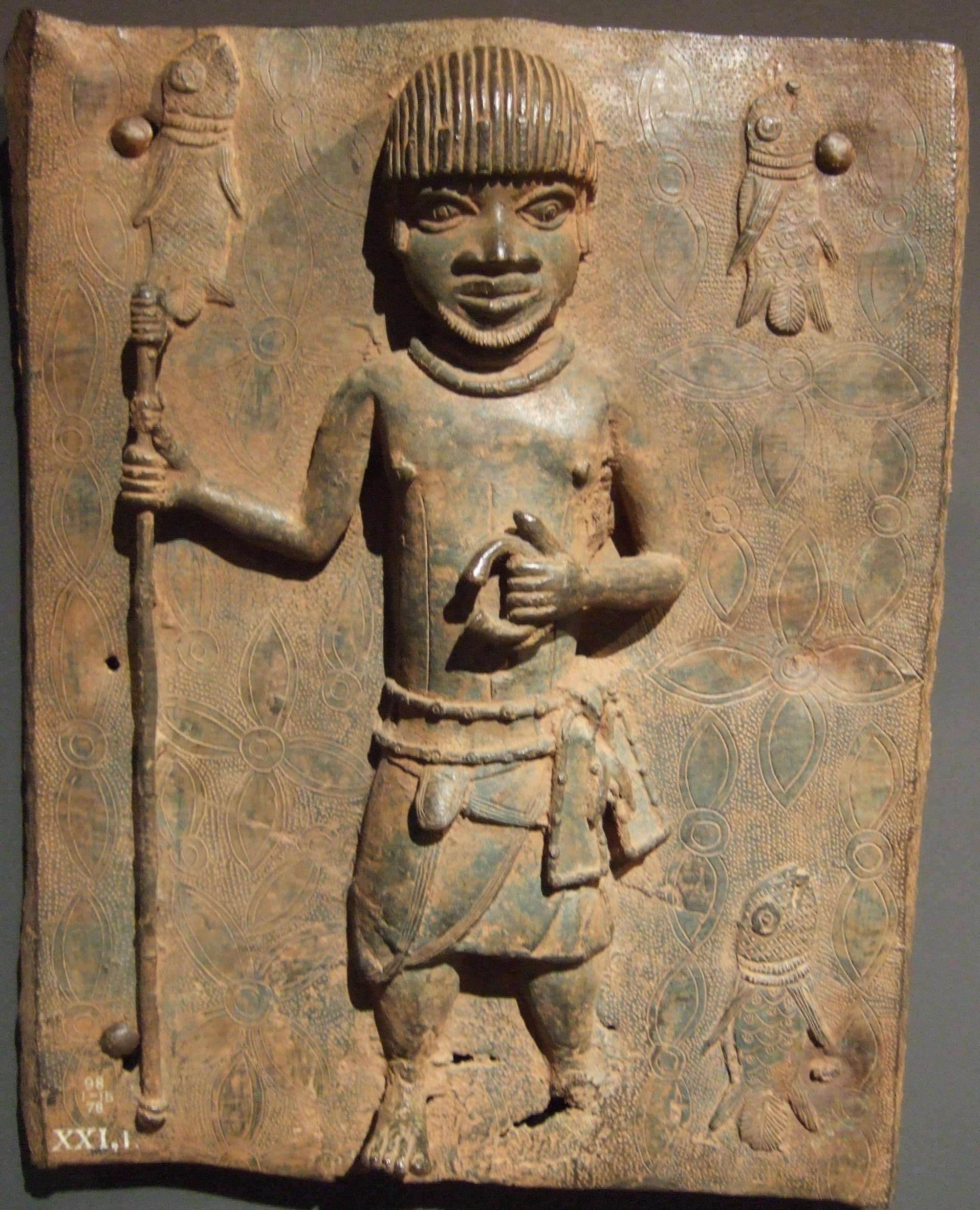
Inny mosiężny relief z fasady pałacu królewskiego w Beninie przedstawiający dworskiego urzędnika z manilami w ręku

W Brytyjskiej Afryce Zachodniej od końca XIX stulecia zaczęto dążyć (m.in. przez przyjmowanie podatków, opłat sądowych i karnych, a także opłat za niektóre towary wyłącznie w pieniądzu brytyjskim) do stopniowego wycofania lub znacznego ograniczenia tradycyjnych płacideł opartych na metalowych wyrobach takich jak manile. Związane to było z wprowadzaniem na szerszą skalę brytyjskiej waluty do handlu z kolonią, co wobec powszechnego stosowania płacideł oznaczało funkcjonowanie na danym terytorium dwóch niezależnych od siebie systemów płatniczych, co z kolei stwarzało liczne trudności w kontrolowaniu gospodarki, handlu i finansów oraz w polityce podatkowej. Ponadto, ze względu na bardzo niską wartość w stosunku do brytyjskiego pieniądza, np. za towar wartości 20 szylingów otrzymywano w 1934 r. manile o łącznej wadze 34 kg, co rodziło problemy z ich transportem w większej liczbie. Pieniądz brytyjski nie przyjął się jednak wśród autochtonicznej ludności i w r. 1902 władze kolonialne uznały manile za jeden ze środków płatniczych, ustalając oficjalny kurs ich różnych typów względem innych płacideł oraz brytyjskich pieniędzy, a także zezwoliły na uiszczanie nimi opłat urzędowych itp. Niemal tuż po tym zaprzestano też wydawania pozwoleń na przywóz z Europy nowych manili, w 1911 anulowano postanowienia sprzed dziewięciu lat, a w 1919 r. zabroniono korzystać z manili i innych płacideł ludności nieautochtonicznej i jej firmom. Władze wtedy nie zdecydowały się jednak na kosztowne wykupienie zasobów już istniejących manili. Wskutek tego na kilka dziesięcioleci ukształtowała się sytuacja, iż ludność miejscowa używała wyłącznie manili do nabywania lub sprzedaży produktów lokalnych, zaś do wnoszenia opłat urzędowych, podatków i dla nabywania towarów z firm europejskich – wyłącznie waluty brytyjskiej; rozwinęła się również sieć punktów wymiany obu tych środków pieniężnych.

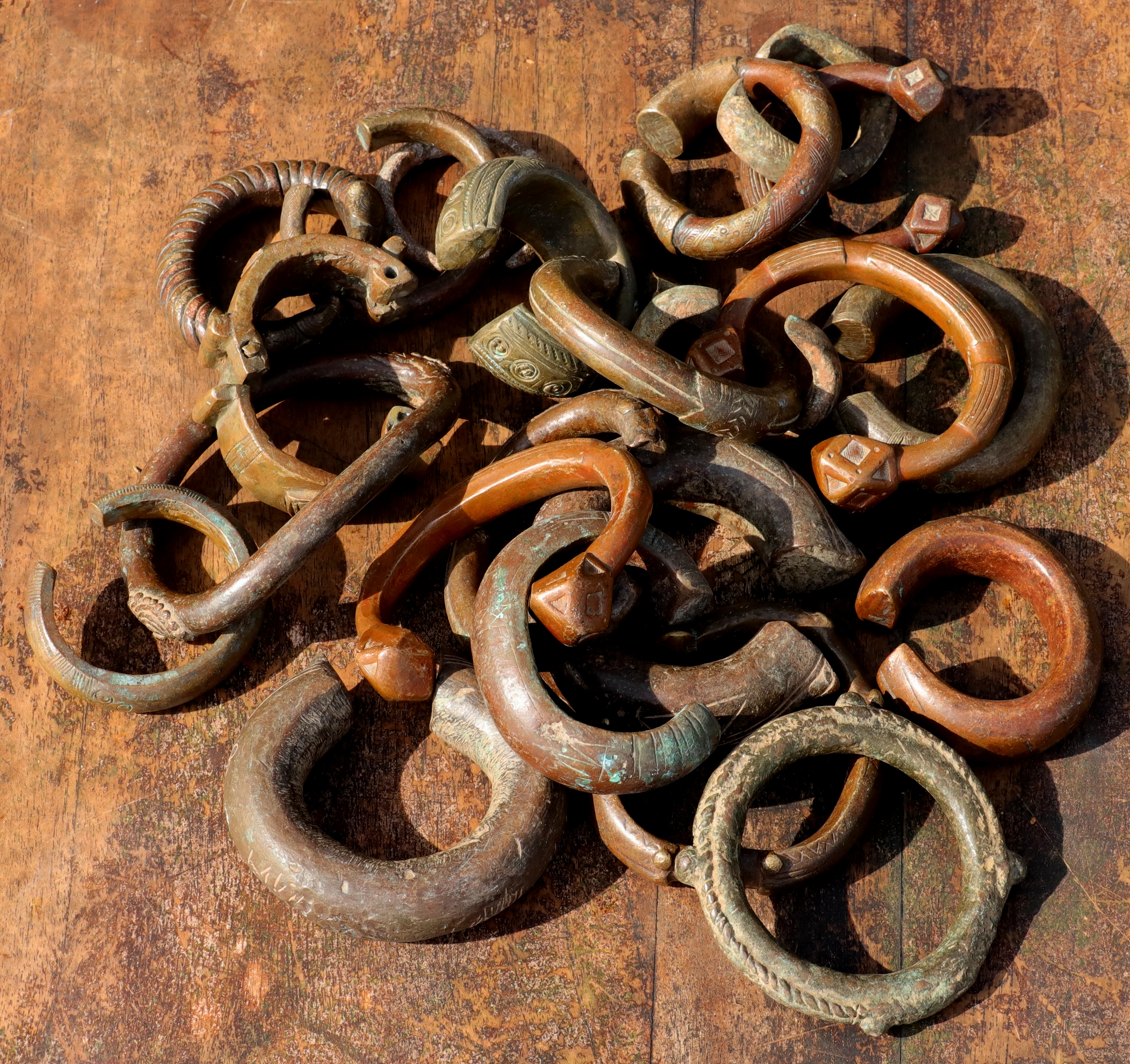
Zachodnioafrykańskie manile z różnych okresów historycznych

Problemy wynikające ze współistnienia dwóch systemów walutowych bardzo nasiliły się podczas II wojny światowej i tuż po jej zakończeniu, gdy nastąpił znaczny wzrost cen, a emisja na rynek funtów wielokrotnie wzrosła, natomiast liczba manili malała wobec wciąż obowiązującego zakazu przywożenia nowych bransolet. W wyniku tego kurs wymiany obu walut ulegał częstym i znacznym wahaniom. Łącznie powodowało to narastające zakłócenia gospodarcze i napięcia społeczne. W rezultacie władze brytyjskie zdecydowały o wykupieniu z obiegu niemal wszystkich manili i zastąpieniu ich masowym wprowadzeniem na miejscowy rynek waluty brytyjskiej w niskich nominałach, co miało istotne znaczenie wobec ubóstwa ludności. Akcję przeprowadzono od października 1948 do końca marca 1949 r., poprzedzając ją kampanią informacyjną skierowaną do ludności. Jednocześnie wydano zarządzenie o karalności od 1 kwietnia 1949 r. za posiadanie manili, z wyjątkiem 200 sztuk na cele ceremonialne. W efekcie tych działań wykupiono ponad 32 mln manili o łącznej wadze metalu 2464 ton za sumę ponad 401 tys. funtów szterlingów. Mimo nielegalności, manila jako środek płatniczy do 1950 r. nadal stosowana była w handlu w niektórych rejonach, zwłaszcza w okolicach Opobo. Również legalnie posiadanych w celach ceremonialnych manili używano potajemnie do opłacania przynależności do tajnych męskich stowarzyszeń oraz posagu panny młodej aż do 1956 r..